# Cabinet Wagner
Land de Rhénanie-Palatinat
Vogel IV Scharping
Le cabinet Wagner (en allemand : Kabinett Wagner) est le gouvernement du Land de Rhénanie-Palatinat, entre le 8 décembre 1988 et le 21 mai 1991, durant la onzième législature du Landtag.

## Composition

### Initiale (23 juin 1987)
- Les nouveaux ministres sont indiqués en gras, ceux ayant changé d'attributions en italique.

| Fonction                                                         | Titulaire | Titulaire                                          | Parti |
| ---------------------------------------------------------------- | --------- | -------------------------------------------------- | ----- |
| Ministre-président                                               |           | Carl-Ludwig Wagner                                 | CDU   |
| Vice-ministre-président Ministre de l'Économie et des Transports |           | Rainer Brüderle                                    | FDP   |
| Ministre des Affaires fédérales                                  |           | Albrecht Martin (jusqu'au 02/11/1989) Hermann Hill | CDU   |
| Ministre de l'Intérieur et des Sports                            |           | Rudi Geil                                          | CDU   |
| Ministre des Finances                                            |           | Emil Wolfgang Keller                               | CDU   |
| Ministre de la Justice                                           |           | Peter Caesar                                       | FDP   |
| Ministre des Affaires sociales et de la Famille                  |           | Ursula Hansen                                      | CDU   |
| Ministre de l'Agriculture, de la Viticulture et des Forêts       |           | Dieter Ziegler                                     | CDU   |
| Ministre de l'Éducation                                          |           | Georg Gölter                                       | CDU   |
| Ministre de l'Environnement et de la Santé                       |           | Alfred Beth                                        | CDU   |

### Remaniement du 21 juin 1990
- Les nouveaux ministres sont indiqués en gras, ceux ayant changé d'attributions en italique.

| Fonction                                                         | Titulaire | Titulaire            | Parti |
| ---------------------------------------------------------------- | --------- | -------------------- | ----- |
| Ministre-président                                               |           | Carl-Ludwig Wagner   | CDU   |
| Vice-ministre-président Ministre de l'Économie et des Transports |           | Rainer Brüderle      | FDP   |
| Ministre des Affaires fédérales                                  |           | Hermann Hill         | CDU   |
| Ministre de l'Intérieur                                          |           | Rudi Geil            | CDU   |
| Ministre des Finances                                            |           | Emil Wolfgang Keller | CDU   |
| Ministre de la Justice                                           |           | Peter Caesar         | FDP   |
| Ministre des Affaires sociales, de la Famille et des Sports      |           | Ursula Funke         | Sans  |
| Ministre de l'Agriculture, de la Viticulture et des Forêts       |           | Werner Langen        | CDU   |
| Ministre de l'Éducation                                          |           | Georg Gölter         | CDU   |
| Ministre de l'Environnement et de la Santé                       |           | Alfred Beth          | CDU   |